# Списак епизода серије Бранилац
Бранилац је српска телевизијска серија која је премијерно почела са емитовањем од 21. септембра 2021. године на каналу  РТС 1. 
Серија Бранилац броји 2 сезонe и 21 епизоду.  У току је снимање 3 сезоне са 10 епизда.

## Преглед
| Сезона | Сезона | Епизоде | Епизоде | Оригинално емитовање | Оригинално емитовање | Оригинално емитовање |
| Сезона | Сезона | Епизоде | Епизоде | Премијера            | Финале               | Мрежа                |
| ------ | ------ | ------- | ------- | -------------------- | -------------------- | -------------------- |
|        | 1.     | 9       | 9       | 21. септембар 2021.  | 16. новембар 2021.   | РТС 1                |
|        | 2.     | 12      | 12      | 4. октобар 2022.     | 31. јануар 2023.     | РТС 1                |
|        | 3.     | 10      | 10      | 4. фебруар 2025.     | 2025.                | РТС 1                |

### 1. сезона (2021)
| Бр. у серији | Бр. у сезони | Назив                                 | Редитељ          | Сценариста                      | Премијерно емитовање |
| ------------ | ------------ | ------------------------------------- | ---------------- | ------------------------------- | -------------------- |
| 1            | 1            | Трагедија једног Кордунаша, први део  | Јелена Светличић | Владимир Манчић и Биљана Максић | 21. септембар 2021.  |
| 2            | 2            | Трагедија једног Кордунаша, други део | Јелена Светличић | Владимир Манчић и Биљана Максић | 28. септембар 2021.  |
| 3            | 3            | Ко је убио Витомира, први део         | Јелена Светличић | Владимир Манчић и Биљана Максић | 5. октобар 2021.     |
| 4            | 4            | Ко је убио Витомира, други део        | Јелена Светличић | Владимир Манчић и Биљана Максић | 12. октобар 2021.    |
| 5            | 5            | Јездимир Гајић                        | Јелена Светличић | Владимир Манчић и Биљана Максић | 19. октобар 2021.    |
| 6            | 6            | Двоструко убиство у Мачви             | Јелена Светличић | Владимир Манчић и Биљана Максић | 26. октобар 2021.    |
| 7            | 7            | Случај Точиловац 1. део               | Јелена Светличић | Владимир Манчић и Биљана Максић | 2. новембар 2021.    |
| 8            | 8            | Случај Точиловац 2. део               | Јелена Светличић | Владимир Манчић и Биљана Максић | 9. новембар 2021.    |
| 9            | 9            | Један дан до живота                   | Јелена Светличић | Владимир Манчић и Биљана Максић | 16. новембар 2021.   |

### 2. сезона (2022)
| Бр. у серији | Бр. у сезони | Назив                                  | Редитељ          | Сценариста                                  | Премијерно емитовање |
| ------------ | ------------ | -------------------------------------- | ---------------- | ------------------------------------------- | -------------------- |
| 10           | 1            | Ко чува чуваре? (први део)             | Гојко Деспотовић | Владимир Манчић, Биљана Максић и Сања Савић | 4. октобар 2022.     |
| 11           | 2            | Ко чува чуваре? (други део)            | Гојко Деспотовић | Владимир Манчић, Биљана Максић и Сања Савић | 11. октобар 2022.    |
| 12           | 3            | Илијино посрнуће                       | Гојко Деспотовић | Владимир Манчић, Биљана Максић и Сања Савић | 18. октобар 2022.    |
| 13           | 4            | Коцка је бачена (први део)             | Гојко Деспотовић | Владимир Манчић, Биљана Максић и Сања Савић | 25. октобар 2022.    |
| 14           | 5            | Коцка је бачена (други део)            | Гојко Деспотовић | Владимир Манчић, Биљана Максић и Сања Савић | 1. новембар 2022.    |
| 15           | 6            | Очеви и синови                         | Гојко Деспотовић | Владимир Манчић, Биљана Максић и Сања Савић | 8. новембар 2022.    |
| 16           | 7            | Три д(р)аме Андре Ивковића (први део)  | Гојко Деспотовић | Владимир Манчић, Биљана Максић и Сања Савић | 15. новембар 2022.   |
| 17           | 8            | Три д(р)аме Андре Ивковића (други део) | Гојко Деспотовић | Владимир Манчић, Биљана Максић и Сања Савић | 20. децембар 2022.   |
| 18           | 9            | Пуцњи у фабрици                        | Гојко Деспотовић | Владимир Манчић, Биљана Максић и Сања Савић | 27. децембар 2022.   |
| 19           | 10           | Две слободе једне Бранке               | Гојко Деспотовић | Владимир Манчић, Биљана Максић и Сања Савић | 10. јануар 2023.     |
| 20           | 11           | Обележени                              | Гојко Деспотовић | Владимир Манчић, Биљана Максић и Сања Савић | 24. јануар 2023.     |
| 21           | 12           | Демиров немир                          | Гојко Деспотовић | Владимир Манчић, Биљана Максић и Сања Савић | 31. јануар 2023.     |

### 3. сезона (2024)
| Бр. у серији | Бр. у сезони | Назив              | Редитељ                            | Сценариста                                | Премијерно емитовање |
| ------------ | ------------ | ------------------ | ---------------------------------- | ----------------------------------------- | -------------------- |
| 22           | 1            | Пуцњи у судници    | Јелена Светличић и Владимир Манчић | Сања Савић Милосављевић и Владимир Манчић | 4. фебруар 2025.     |
| 23           | 2            | Јапанска ружа      | Јелена Светличић и Владимир Манчић | Сања Савић Милосављевић и Владимир Манчић | 11. фебруар 2025.    |
| 24           | 3            | Племенски опроштај | Јелена Светличић и Владимир Манчић | Сања Савић Милосављевић и Владимир Манчић | 18. фебруар 2025.    |
| 25           | 4            | Затворска слобода  | Јелена Светличић и Владимир Манчић | Сања Савић Милосављевић и Владимир Манчић | 4. март 2025.        |
| 26           | 5            | Вучија јазбина     | Јелена Светличић и Владимир Манчић | Сања Савић Милосављевић и Владимир Манчић | 11. март 2025.       |
| 27           | 6            | Крвави Ускрс       | Јелена Светличић и Владимир Манчић | Сања Савић Милосављевић и Владимир Манчић | 18. март 2025.       |
| 28           | 7            | Артериа Феморалис  | Јелена Светличић и Владимир Манчић | Сања Савић Милосављевић и Владимир Манчић | 25. март 2025.       |
| 29           | 8            | Чин подстанара     | Јелена Светличић и Владимир Манчић | Сања Савић Милосављевић и Владимир Манчић | 1. април 2025.       |
| 30           | 9            | Три брата          | Јелена Светличић и Владимир Манчић | Сања Савић Милосављевић и Владимир Манчић | 8. април 2025.       |
| 31           | 10           | Двапут стрељан     | Јелена Светличић и Владимир Манчић | Сања Савић Милосављевић и Владимир Манчић | 15. април 2025.      |